# Mauro Caruana

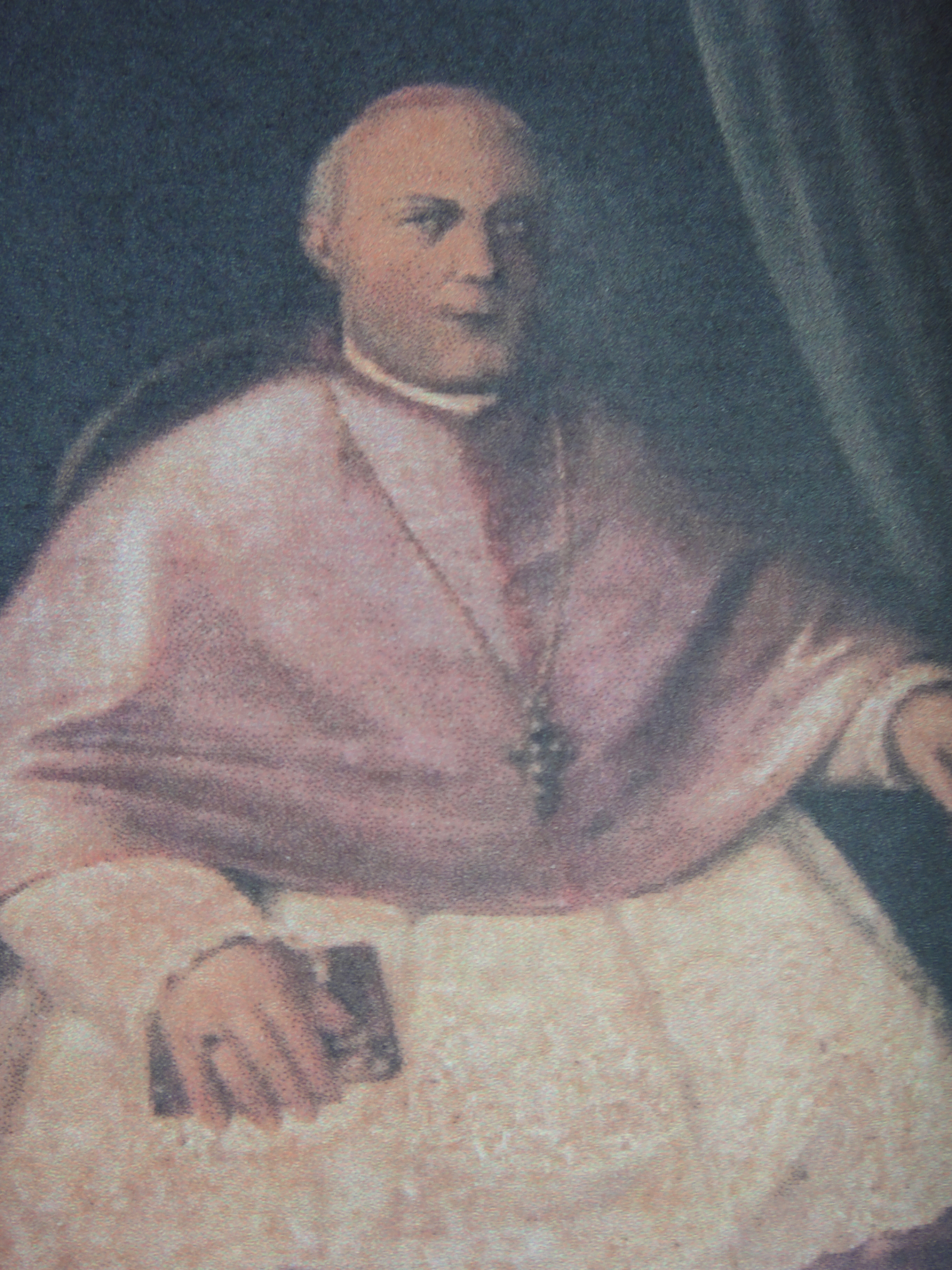
Bischof Mauro Caruana

Mauro Caruana OSB KCB (* 16. November 1867 in Floriana als Luigi Carlo Giovanni Giuseppe Publio Caruana; † 17. Dezember 1943 in Sliema) war ein maltesischer römisch-katholischer Geistlicher, Bischof von Malta und Erzbischof. In seine Amtszeit fielen der Erste und Zweite Weltkrieg sowie turbulente politische Auseinandersetzungen in Malta.

## Leben
Luigi Caruana trat als Jugendlicher 1884 in die schottische Benediktinerabtei Fort Augustus ein und erhielt den Ordensnamen Mauro. 1888 legte er seine Profess ab und empfing am 14. März 1891 durch Hugh MacDonald, Bischof von Aberdeen, die Priesterweihe als Ordensgeistlicher der Benediktiner.
Am 22. Januar 1915 wurde er zum Bischof von Malta berufen und zugleich zum Titularerzbischof von Rhodus ernannt, da Malta seit 1797 mit dem Erzbistum Rhodos vereinigt war. Die Bischofsweihe spendete ihm am 10. Februar 1915 Kardinal Rafael Merry del Val y Zulueta in der Basilika Santa Maria in Trastevere, Mitkonsekratoren waren Algernon Charles Stanley, Weihbischof im Erzbistum Westminster, und John McIntyre, Weihbischof im Erzbistum Birmingham. Sein bischöfliches Motto war Fortis et ardens. Am 25. Februar 1915 nahm er von seinem Bistum Besitz.
Am 29. März 1928 wurde mit der Neuerrichtung des Erzbistums Rhodos die Personalunion mit dem Bistum Malta beendet, Mauro Caruana behielt jedoch den erzbischöflichen Titel ad personam.
Mauro Caruana starb am 17. Dezember 1943 im Alter von 76 Jahren und wurde, seinem Wunsch entsprechend, in der Pfarrkirche St Gregory in Sliema beigesetzt.